# Pardosa hyperborea
Pardosa hyperborea is een spinnensoort uit de familie wolfspinnen Lycosidae. De soort komt voor in het Holarctisch gebied. 